# Fontana della Sellaria

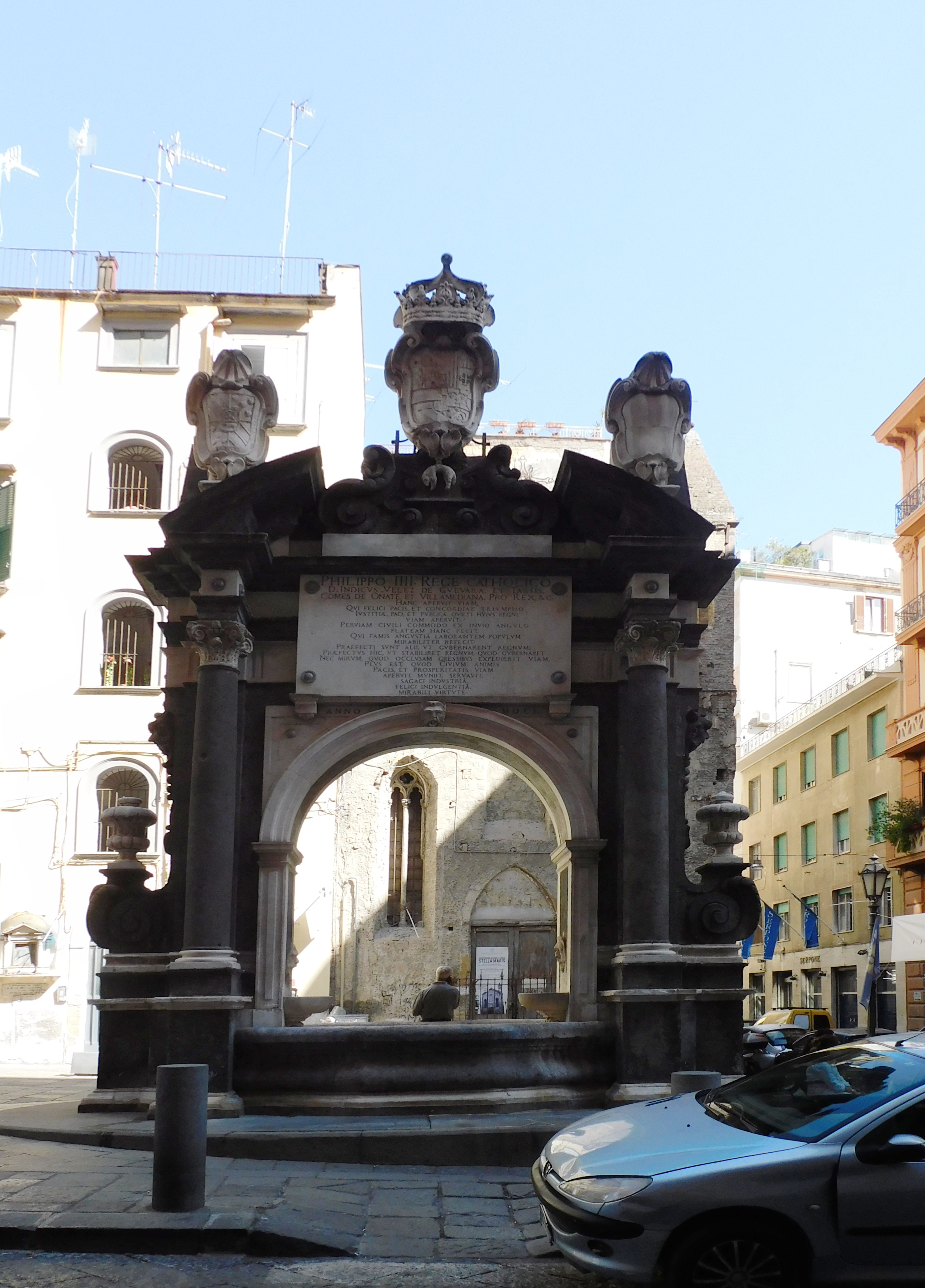
La fontana della Sellaria

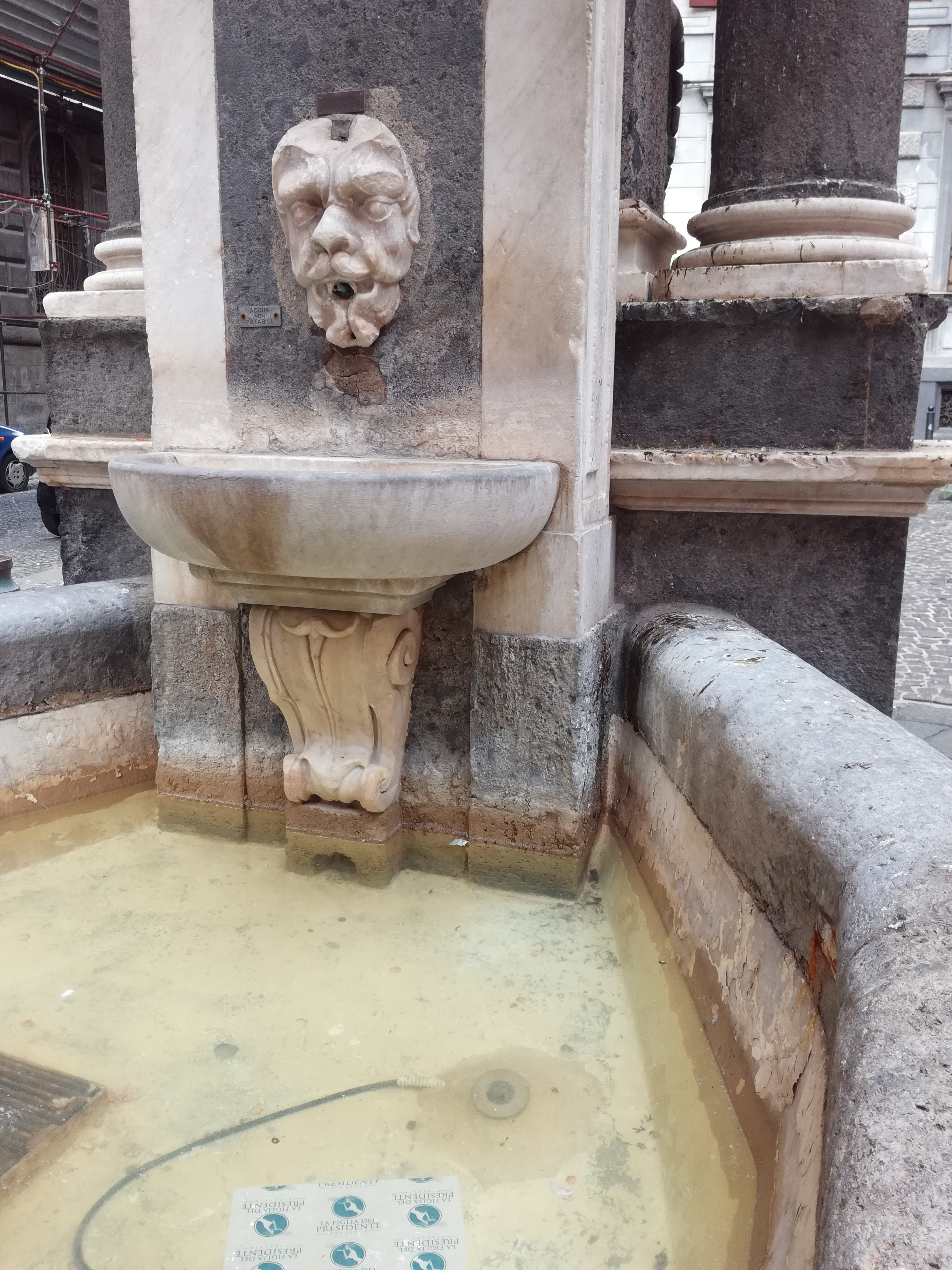
Particolare dei mascheroni

La fontana della Sellaria (o della Selleria) è una fontana barocca di Napoli situata nella piazzetta del Grande Archivio.

## Storia
La costruzione della fontana fu voluta durante il viceregno del conte d'Oñate Iñigo Vélez de Guevara su iniziativa dell'Eletto del Popolo (rappresentante del sedile del Popolo) Felice Basile, in seguito all'abbattimento delle case di un capo carceriere della Vicaria eletto dal popolo durante la Repubblica partenopea capeggiata da Masaniello. In origine l'opera era ubicata in piazza della Sellaria pressoché in corrispondenza dell'attuale piazza Nicola Amore.
La fontana fu realizzata tra il 1649 e il 1653 con le spese dei proprietari delle case poste in quel rione che versarono le quote al giudice della Vicaria Aniello Porzio, il quale provvide a pagare gli artisti e le maestranze incaricati all'esecuzione. Il progetto fu commissionato all'architetto e ingegnere Onofrio Antonio Gisolfi con affidamento ai lavori al marmoraro Onofrio Calvano, al capomastro Leonardo de Mayo, al fabbro Salvatore Daniele e allo scappellino Domenico Pacifico.
Dal 1903 la fontana viene spostata presso la piazzetta del Grande Archivio, nelle vicinanze del complesso religioso dei Santi Severino e Sossio, dopo che l'incalzare dei lavori facenti parte del grande progetto del Risanamento di Napoli ne avevano determinato lo spostamento dal luogo d'origine.
Nel 2000 la fontana è stata oggetto di un intervento di restauro ed è tornata in funzione dopo anni di inattività e a seguito di un rilievo in Formato CAD ad opera dei rilevatori dell'Archivio, che preparavano il progetto del grande Archivio di Napoli.

## Descrizione
La fontana è composta da una vasca poligonale, in piperno e marmo bianco, incassata in tra due piedritti che sostengono l'arco a tutto sesto con la chiave di volta su entrambi i lati, decorati con mascheroni. Due vaschette sorrette da volute, poste sulle facce interne dei piedritti, ricevono l'acqua da due mascheroni.
Ai lati delle due facciate della fontana ci sono delle colonne composite che reggono la trabeazione sormontata da un timpano a sesti spezzati, nel cui centro è posta una composizione a volute con lo stemma reale, mentre ai lati ci sono quelli del viceré con il motto «Malo mori quam foedari» (preferisco la morte al disonore) e della città. Nelle facciate sull'arco ci sono due lapidi: una voluta dal viceré e l'altra realizzata per ricordare lo spostamento della fontana dalla piazza originaria avvenuto nel 1903.
Ai lati della fontana sono poste due volute con un paio di coppe; originariamente c'erano anche quattro vaschette che raccoglievano l'acqua; tuttavia dopo la rimozione della fontana da piazza della Sellaria queste non furono trasportate e quindi se ne persero le tracce.

## Galleria d'immagini

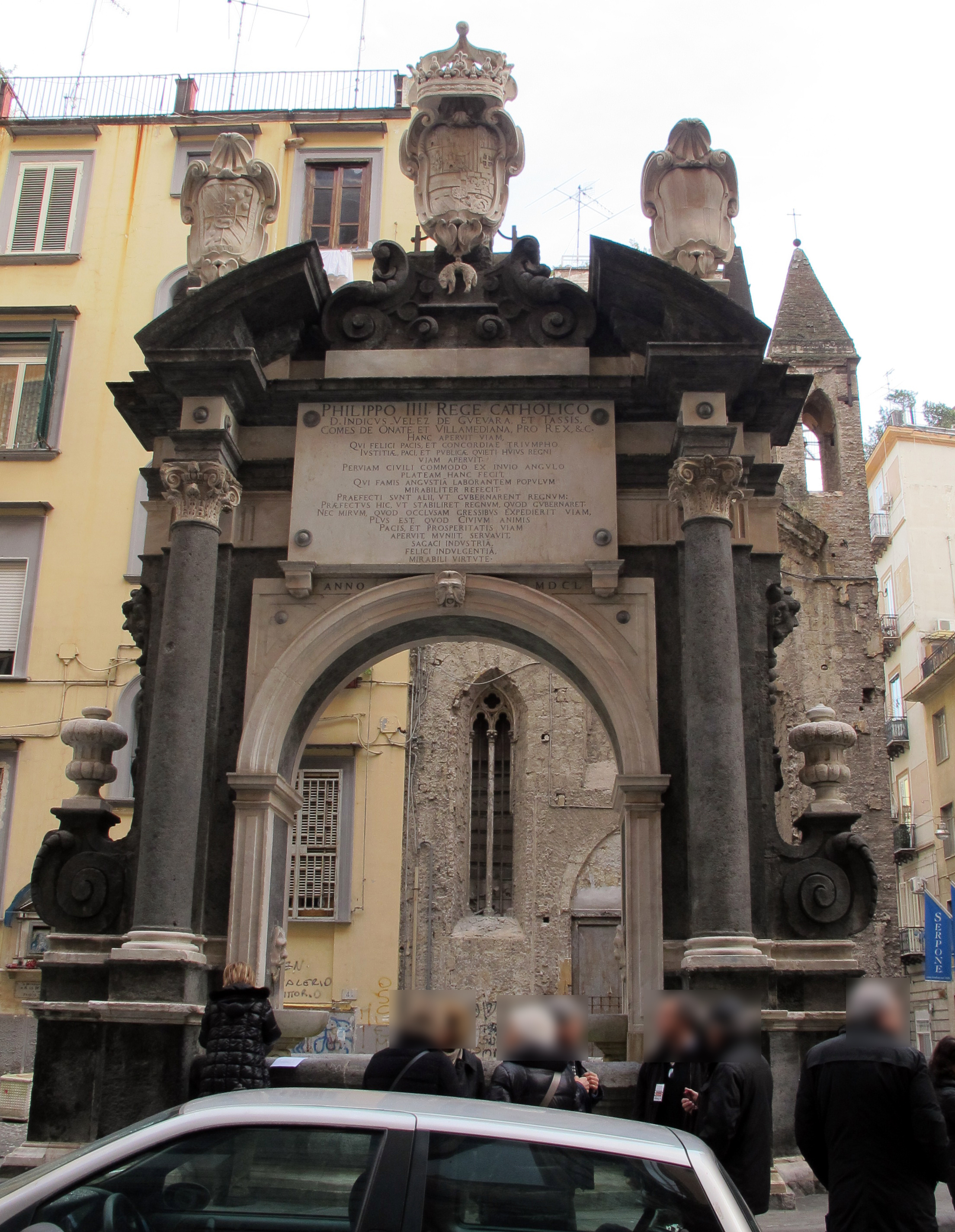
La fontana con lo stemma reale (Asburgo di Spagna, al centro), del viceré (Guevara, a sinistra) e della città di Napoli (a destra).